# Bibice

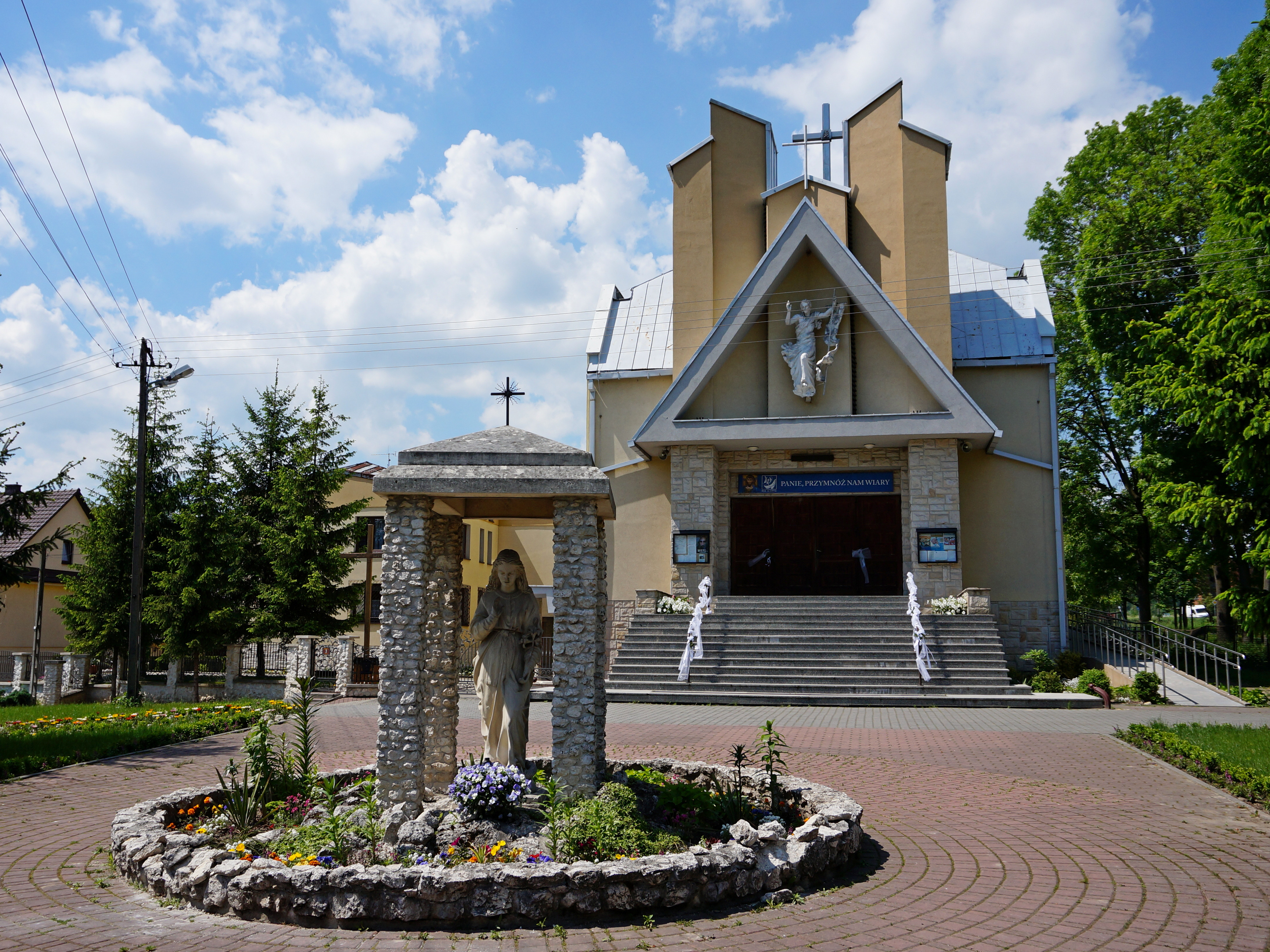
Kościół Matki Bożej Nieustającej Pomocy

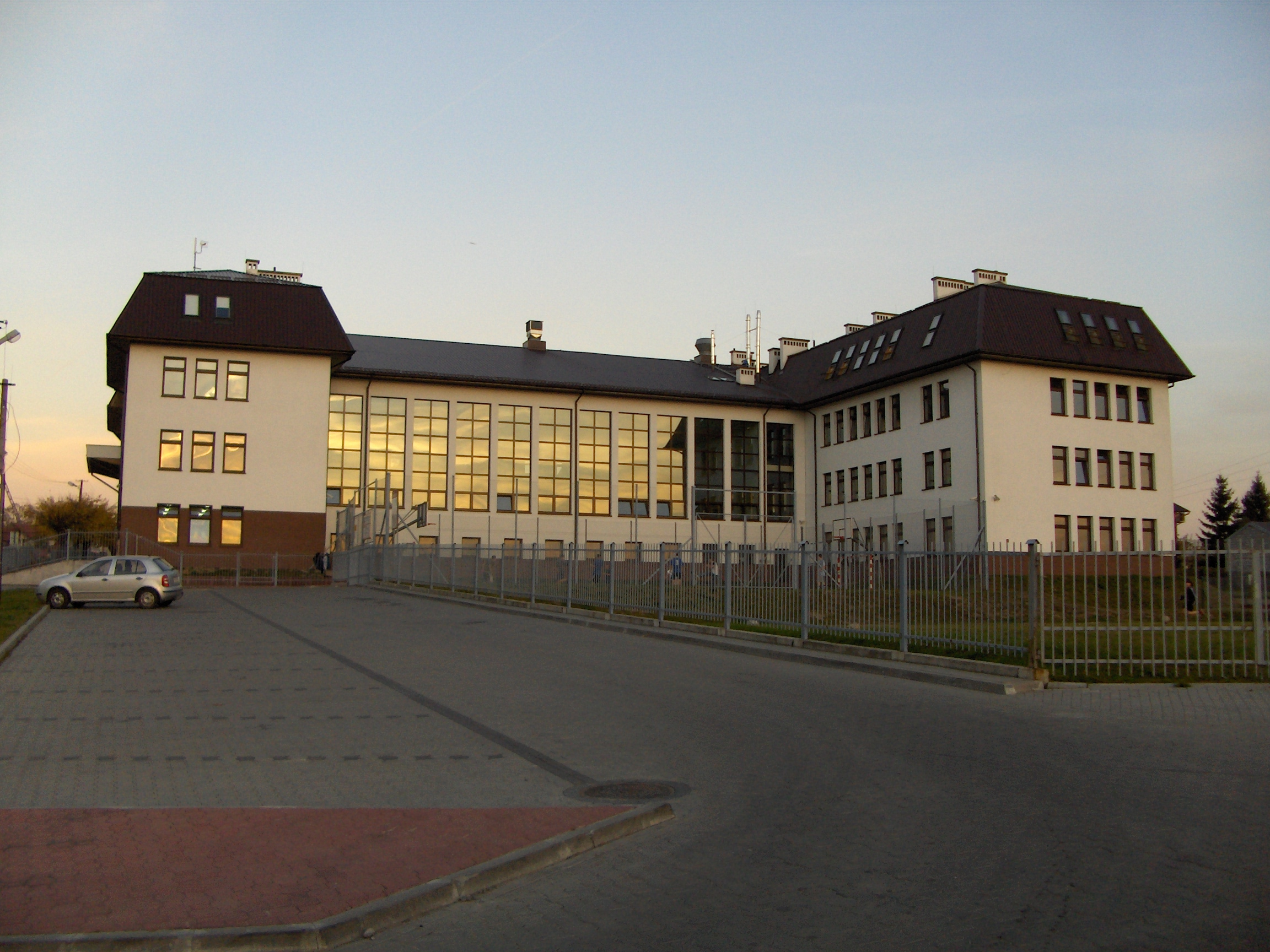
Zespół szkół

Bibice – wieś w Polsce położona w województwie małopolskim, w powiecie krakowskim, w gminie Zielonki.
Integralne części miejscowości: Czekaj, Łysa Góra. Skrajem wsi przebiega DK7.

## Położenie
Bibice położone są w dolinie potoku Bibiczanka, lewego dopływu Białuchy (Prądnika). Obszar ten według regionalizacji fizycznogeograficznej leży na styku dwóch makroregionów – Wyżyny Krakowsko-Częstochowskiej (341.3) i Niecki Nidziańskiej (342.2) – oraz odpowiednio dwóch mezoregionów Wyżyny Olkuskiej (341.32) i Płaskowyżu Proszowickiego (342.23).
Północna część miejscowości położona jest na terenie Parku Krajobrazowego Dolinki Krakowskie, zaś południowa w otulinie tegoż Parku.
Pod względem administracyjnym wieś zlokalizowana jest w województwie małopolskim, w powiecie krakowskim, w gminie Zielonki, w jej południowej części, około 7 km w linii prostej na północ od centrum Krakowa. Graniczy z następującymi jednostkami:
- miejscowością Michałowice (gmina Michałowice) od północnego wschodu,
- miejscowościami Boleń, Bosutów[c] oraz Węgrzce (gmina Zielonki) od wschodu,
- Dzielnicą IV Prądnik Biały miasta Kraków od południa,
- miejscowościami Zielonki i Garlica Murowana (gmina Zielonki) od zachodu,
- miejscowością Wola Zachariaszowska (gmina Zielonki) od północnego zachodu.

Biorąc pod uwagę powierzchnię wynoszącą 744,66 ha Bibice są największą miejscowością (15,33% powierzchni gminy) i jednocześnie największym spośród 19 sołectw gminy Zielonki.
Najwyżej położony obszar wsi znajduje się na jej północnym skraju (okolice ul. Leszczynowej) na wysokości około 342 m n.p.m., najniższy na południu, w miejscu, w którym Bibiczanka przecina granicę miejscowości, na wysokości około 236 m n.p.m.
Pod względem historycznym w końcu XVI wieku wieś położona była w powiecie proszowskim województwa krakowskiego i była własnością klasztoru norbertanek na Zwierzyńcu w Krakowie. W latach 1975–1998 miejscowość administracyjnie należała do województwa krakowskiego.

## Etymologia nazwy miejscowości
Nazwa Bibice należy najprawdopodobniej do grupy nazw patronimicznych, czyli pochodzących od imion założycieli danej osady lub jej pierwszych mieszkańców. Według legend byli nimi przywódca plemienia Bybycz oraz jego synowie – Bybycze lub Bibicze, zwani później prawdopodobnie Bibiczami.
Zgodnie z inną koncepcją nazwa miejscowości pochodzi od węgierskiego słowa bibic oznaczającego czajkę. Przemawia za tym prawdopodobna obecność w tych okolicach osadników lub jeńców węgierskich, co znalazło odzwierciedlenie w nazwach kilku innych, okolicznych wsi, wywodzących się, jak się przypuszcza, z języka węgierskiego (por.: Węgrzce, dawniej Vengerce – dosł. wieś Węgrów, Batowice od batja – stryj, Boleń od bleny (wymawianego bolejń) oznaczającego tura, żubra, Bosutów od bozszu – zemsta).

## Historia miejscowości

### Wczesne osadnictwo
Osadnictwo na obszarze miejscowości miało sprzyjające warunki, jakimi były żyzne gleby lessowe i silne nasłonecznienie. W okolicach rosły gęste lasy złożone z dębów, grabów, jesionów, lip, klonów i jaworów. Do XV wieku w Bibicach znajdował się las dębowy (pozostała po nimi tylko nazwa Dąbrowa, dzisiaj część wsi), co już w tamtym okresie było rzadkością. Kora dębowa służyła do wytwarzania barwnika garbarskiego.
Cennym surowcem występującym w tej okolicy był także piaskowiec. Przepływające przez te tereny rzeki, głównie Prądnik i jego dopływy przyczyniły się do budowania młynów wodnych. W pobliżu Bibic przebiegała droga handlowa łącząca Kraków z Miechowem.
W okolicach Bibic znaleziono ślady pobytu ludzi z epoki neolitu, z lat ok. 2500–1700 p.n.e. W miejscowości znaleziono wyroby z krzemienia, fragmenty naczyń i ceramiki. Znalezione fragmenty średniowiecznej ceramiki nie zostały umieszczone w jakimś konkretnym okresie.

### Bibice w okresie średniowiecza
Około 1050 r. mieszkańcy Bibic oddawali na rzecz kościoła katedralnego na Wawelu dziesięcinę snopową.
W XII wieku Bibice należały do rycerskiego rodu Łabędziów. Ich najbardziej znanym przedstawicielem był wojewoda Piotr Włostowic. Jego zięć Jaksa ufundował kilka klasztorów. Jednemu z nich – klasztorowi SS. Norbertanek Jaksa, jako posag dla córki, która została zakonnicą nadał wsie Zwierzyniec, Zabierzów i Bibice. Było to w latach około 1166–1176.
Biskup krakowski Getko nadał zakonnicom pobieraną dotąd przez siebie dziesięcinę snopową z tych wsi. Odtąd przez ponad 750 lat Bibice należały do zakonu norbertanek ze Zwierzyńca. Ich mieszkańcy trudnili się rolnictwem: uprawiali pszenicę, owies i żyto oraz hodowlą: woły, krowy, świnie, drób. Mieszkali w wykopanych w ziemi półziemiankach i drewnianych chatach. Chłopi bibiccy dzielili się na kilka kategorii, mających różne prawa i obowiązki.
Byli to: 
- dziedzice,
- goście, czyli wolni osadnicy,
- wolni rataje,
- służebnicy trudniący się rzemiosłem,
- niewolnicy.

Chłopi zobowiązani byli do składania panującemu księciu danin w naturze: żyto, owies, krowy, owce, świnie, miód, a także do posług: stróża, poradlne, stan.
W źródłach mieszkańcy Bibic są określeni jako przypisańcy. Oznacza to prawdopodobnie, że bez pozwolenia nie mogli opuszczać swojej osady. W 1254 r. książę krakowski Bolesław Wstydliwy nadał wsiom klasztoru norbertanek m.in. Bibicom, przywilej czyli, tzw. immunitet zwalniający ich od pełnienia powinności i od swego sądownictwa.
Pod koniec XIII wieku rozpoczęła się kolonizacja na prawie niemieckim. 3 kwietnia 1288 r. książę Leszek Czarny nadał Bibicom przywilej lokacyjny na tym prawie. Mieszkańcy wsi uzyskali wolność osobistą, różne ulgi i przywileje. Las i zarośla zwane Dąbrową, zostały wykarczowane i zamienione w pola uprawne. Użytkownicy tych pól na okres 12 lat zostali zwolnieni od czynszów. Podlegali oni sądownictwu sołtysa i powołanych spośród siebie ławników. Pierwszym sołtysem bibickim został mieszczanin krakowski Walker (lub Walter) z zawodu kuśnierz. Jako sołtys pobierał 1/3 opłat z kar sądowych. Posiadał również karczmę i duże pole. Zasiadał w sądzie wyższym prawa niemieckiego dla dóbr klasztornych. Od 1356 r. sołtys bibicki imieniem Piotr zasiadał również w sądzie najwyższym prawa niemieckiego na zamku krakowskim jako ławnik.
W okresie tym w Bibicach mieszkali kmiecie – właściciele co najmniej jednego łana ziemi i zagrodnicy, posiadający znacznie mniejsze pola. We wsi były dwie karczmy i przez pewien okres młyn. Właścicielkom Bibic – norbertankom chłopi musieli płacić czynsze: 9 skojców z łanu i daniny, owies, drób, jajka i sery. Poza tym musieli pracować za darmo na folwarku należącym do klasztoru przez 3 dni w roku.
Do ich obowiązku należało: zasiewanie, zbieranie i zwożenie zboża, koszenie łąk, grodzenie dworu. Mieli jeszcze jeden obowiązek – w razie potrzeby przywozili prepozytowi klasztoru piwo ze Skały. Norbertanki próbowały zwiększyć obciążenia Bibiczan. Prowadziło to do konfliktów z mieszkańcami wsi. Z 1368 r. pochodzi wiadomość, że chłopi bibiccy wywalczyli zmniejszenie daniny w zbożu zwanej ospem z miary kopiatej na miarę pełną.

### Bibice od XV do XVIII wieku
W 1420 r. 17 znanych z imienia kmieci bibickich oskarżyło cześnika krakowskiego Klemensa Wątróbkę ze Strzelec o zagarnięcie 23 koni roboczych i o niezwrócenie ich przywilejów. W okresie tym pięciu mieszkańców Bibic przyjęło prawo miejskie w Krakowie.
W 1459 r. pochodząca z Bibic Elżbieta uczestniczyła w procesie beatyfikacyjnym biskupa Prandoty Odrowąża, gdyż za jego pośrednictwem doznała cudownego ozdrowienia z choroby.
Od drugiej połowy XV wieku następowało sukcesywne pogarszanie się sytuacji mieszkańców Bibic. Pańszczyzna wzrosła do 2 dni tygodniowo z łana. W 1498 r. król Jan Olbracht skonfiskował majątek sołtysa bibickiego Wojciecha Wronki za to, że nie wziął on udziału w wyprawie wojennej do Mołdawii.
W 1530 r. w Bibicach było 19 łanów kmiecych, 2 karczmy i 2 komorników. Dochód z tej wsi wynosił 9 zł polskich 10 gr.
Dwukrotnie walczących o swoje prawa mieszkańców wziął w opiekę król Zygmunt Stary. 12 lipca 1542 r. zabronił zwiększania ich powinności, a 23 października 1544 r. zatwierdził dokument lokacyjny księcia Leszka Czarnego. Również król Stefan Batory początkowo popierał mieszkańców Bibic. Dnia 6 sierpnia 1576 r. zatwierdził przywileje wsi i upomniał prepozyta zwierzynieckiego, aby nie uciskał chłopów. Właściciele Bibic nie ustawali jednak w pragnieniu obciążenia ich mieszkańców jak najwyższymi powinnościami. Znaleźli poparcie u króla Stefana Batorego. 13 marca 1581 r. dekret królewski nakazał chłopom posłuszeństwo wobec klasztoru. 2 czerwca 1602 r. biskup krakowski kardynał Bernard Maciejowski potępił chłopów bibickich i nakazał im posłuszeństwo wobec zakonnic.
Prawdopodobnie w okresie tym w Bibicach istniała szkoła – kolonia akademicka Akademii Krakowskiej. Świadczyć ma o tym zwyczaj pucheroków, ściśle związany z ówczesnymi żakami. Szkoła ta mieściła się w dworze sióstr norbertanek.
Wiek XVII i XVIII był okresem coraz większego upadku Bibic. W 1676 r. ksieni klasztoru zwierzynieckiego przeprowadziła pomiary gruntów chłopskich w Bibicach. Przy okazji odebrała chłopom część ziemi do nich należącej i przyłączyła ją do folwarku.
W 1792 r. podczas próby zwerbowania do wojska polskiego pracującego w Bibicach parobka doszło do tumultu. Dwa lata później wśród kosynierów kościuszkowskich pod Racławicami walczyło kilku Bibiczan.
Od 1795 r. Bibice należały do zaboru austriackiego.

### Bibice pod zaborem austriackim
Nowe rządy przyniosły chłopom wolność osobistą, ale także przymusowy pobór do wojska austriackiego i wysokie podatki. W 1808 r. wyniosły one 320 zł reńskich /1 zł reński był równy 4 zł polskim/.
W latach 1815–1846 Bibice należały do Wolnego Miasta Krakowa. Mieszkało w nich wówczas 30 kmieci, 16 zagrodników, 2 chałupników i 10 komorników. Oprócz rolnictwa zajmowali się również przewozami na furmankach. 19 czerwca 1816 r. gromada bibicka wystosowała memoriał do Senatu Wolnego Miasta Krakowa z prośbą o przywrócenie dawnych praw. W 1829 r. mimo oporu klasztoru zwierzynieckiego pańszczyzna została zamieniona na czynsze. Dwa lata później epidemia cholery doprowadziła do zgonu 46 Bibiczan, pochowanych na cmentarzu cholerycznym.
W latach 1846–1918 Bibice ponownie należały do austriackiej Galicji. 21 listopada 1855 r. nastąpiło uwłaszczenie chłopów. W okresie tym zlikwidowano również dziesięciny: 450 zł polskich dla norbertanek i 20–30 zł polskich dla prebendy świętej Marii Egipcjanki na Wawelu.
W 1863 r. Bibiczanie pomagali walczącym z Rosją powstańcom. Kilka lat później we wsi przebywał etnograf badający pieśni i zwyczaje ludowe Oskar Kolberg.
28 lutego 1868 r. powstała w miejscowości szkoła trywialna 3–klasowa. Jej pierwszym nauczycielem został Ludwik Kołodziejczyk. W 1891 r. zbudowano nową szkołę murowaną.
W latach 1890–1893 działało we wsi Koło Ludowe.
Dorośli mężczyźni w Bibicach posiadali prawa wyborcze do parlamentu austriackiego. W wyborach w 1897 r. zwyciężył socjalista Ignacy Daszyński.

### Bibice w XX wieku
23 listopada 1913 r. w Bibicach odbyło się zebranie, na którym powołano 53 Polską Drużynę Strzelecką. Zapisało się do niej 23 mieszkańców Bibic, z tego czynnych członków było 13. Jej prezesem został Józef Mazur, a komendantem Walenty Zabiegaj.
Ćwiczenia wojskowe odbywały się one w następujących terminach: 
- 14 i 21 grudnia 1913 r. – prowadził je starszy żołnierz Włodzimierz Maksymowicz (późniejszy generał Wojska Polskiego),
- 4 i 11 stycznia 1914 r. – prowadził je Franciszek Pększyc,
- 8 lutego 1914 r. – ćwiczenia prowadził Herburt,
- 15 lutego 1914 r. ćwiczenia prowadził Michalik,
- 8, 15, 25, 29 marca 1914 r. – ćwiczenia prowadził kadet Malicki,
- 5 kwietnia 1914 r. – ćwiczenia prowadził kadet Skotnicki,
- 19 i 26 kwietnia 1914 r., 3,6, 21 i 24 maja 1914 r. odbyły się wspólne ćwiczenia 53 Polskiej Drużyny Strzeleckiej z Bibic i 61 Polskiej Drużyny Strzeleckiej z Węgrzc. Ćwiczenia te prowadził kadet Malicki.

Oprócz ćwiczeń wojskowych w Bibicach odbywały się imprezy patriotyczno-oświatowe. 
22 lutego 1914 r. w obecności 56 mieszkańców Bibic Juliusz Ulrych wygłosił przemówienie na temat „Europa się zbroi, a cóż Polacy czynić powinni”. 
6 sierpnia 1914 r. przez Bibice przemaszerowała Pierwsza Kompania Kadrowa Oddziałów Strzeleckich, dowodzona przez Tadeusza Kasprzyckiego.
Na przełomie września i października 1914 r. wojska austriackie zburzyły Bibice i wysiedliły jej mieszkańców, ponieważ wieś leżała w obrębie Twierdzy Kraków. Powrócili oni dopiero w 1918 roku.

#### Historia Bibic w okresie dwudziestolecia międzywojennego
- 1919 – powstało Koło Polskiego Stronnictwa Ludowego LEWICA,
- 1920 – powstało Kółko Rolnicze,
- 1921 – odbudowano szkołę 4–klasową,
- 1925 – założono Ochotniczą Straż Pożarną,
- 1927 – wybuch prochowni w Witkowicach zniszczył znaczną część Bibic,
- 1931 – powstało Koło ZMW „Wici” oraz powstało Koło Stronnictwa Ludowego,
- sierpień 1937 r. – Bibiczanie wzięli udział w strajku chłopskim.

W okresie okupacji niemieckiej w Bibicach zginęło 9 osób. W 1941 r. po raz pierwszy wywieziono z Bibic robotników przymusowych do Niemiec. Działał ruch oporu: Armia Krajowa, Bataliony Chłopskie, Ludowy Związek Kobiet. Kolportowano w miejscowości podziemną prasę, prowadzono tajne nauczanie i kursy sanitarne. Jesienią 1944 r. w Bibicach znalazło schronienie 65 osób wysiedlonych po upadku powstania warszawiaków.
W dniach 16–20 stycznia 1945 r. Armia Czerwona walczyła na terenie wsi z Niemcami. Wieś poniosła znaczne straty – 1/3 zabudowań. Zginęło 26 mieszkańców.

#### Historia miejscowości po drugiej wojnie światowej
- 1948 – ukończono budowę szkoły (dzisiejszy Dom Ludowy),
- 1949 – uregulowano rzekę Bibiczanka,
- 1950 – zelektryfikowano wieś,
- 1953 – zbudowano nową szkołę,
- 1959–2005 – Koło Związku Młodzieży Wiejskiej 24–krotnie wystawiło widowisko ludowe „Wesele Bibickie” (w 1960 r. zostało nadane przez radio, a w 1962 przez telewizję),
- 1964 – w Domu Ludowym powstał Klub Rolnika i Izba Regionalna,
- 1966 – 5 tysięcy ludzi wzięło udział w uroczystościach jubileuszowych z okazji 800-lecia najstarszej wzmianki o wsi,
- 1974 – powstała linia autobusowa MPK nr 247 łącząca Bibice z centrum Krakowa,
- 2 sierpnia 1982 – arcybiskup krakowski kard. Franciszek Macharski erygował parafię Matki Bożej Nieustającej Pomocy w Bibicach
- 1984 – rozpoczęto budowę kościoła parafialnego,
- 1992 – wyremontowano budynek Domu Ludowego, w którym znajduje się duża sala z zapleczem i kuchnią. Z błoń koło kościoła utworzono Rynek Bibicki,
- 1999 – powstało gimnazjum w Bibicach,
- 3 czerwca 2000 – wmurowanie kamienia węgielnego pod budowę nowej szkoły,
- 1 września 2003 – połączenie Szkoły Podstawowej i Gimnazjum w Zespół Szkół w Bibicach,
- 1 września 2004 – oddano do użytku nowy budynek szkoły,
- 2 października 2016 – konsekracja kościoła parafialnego pod wezwaniem Matki Bożej Nieustającej Pomocy[17].

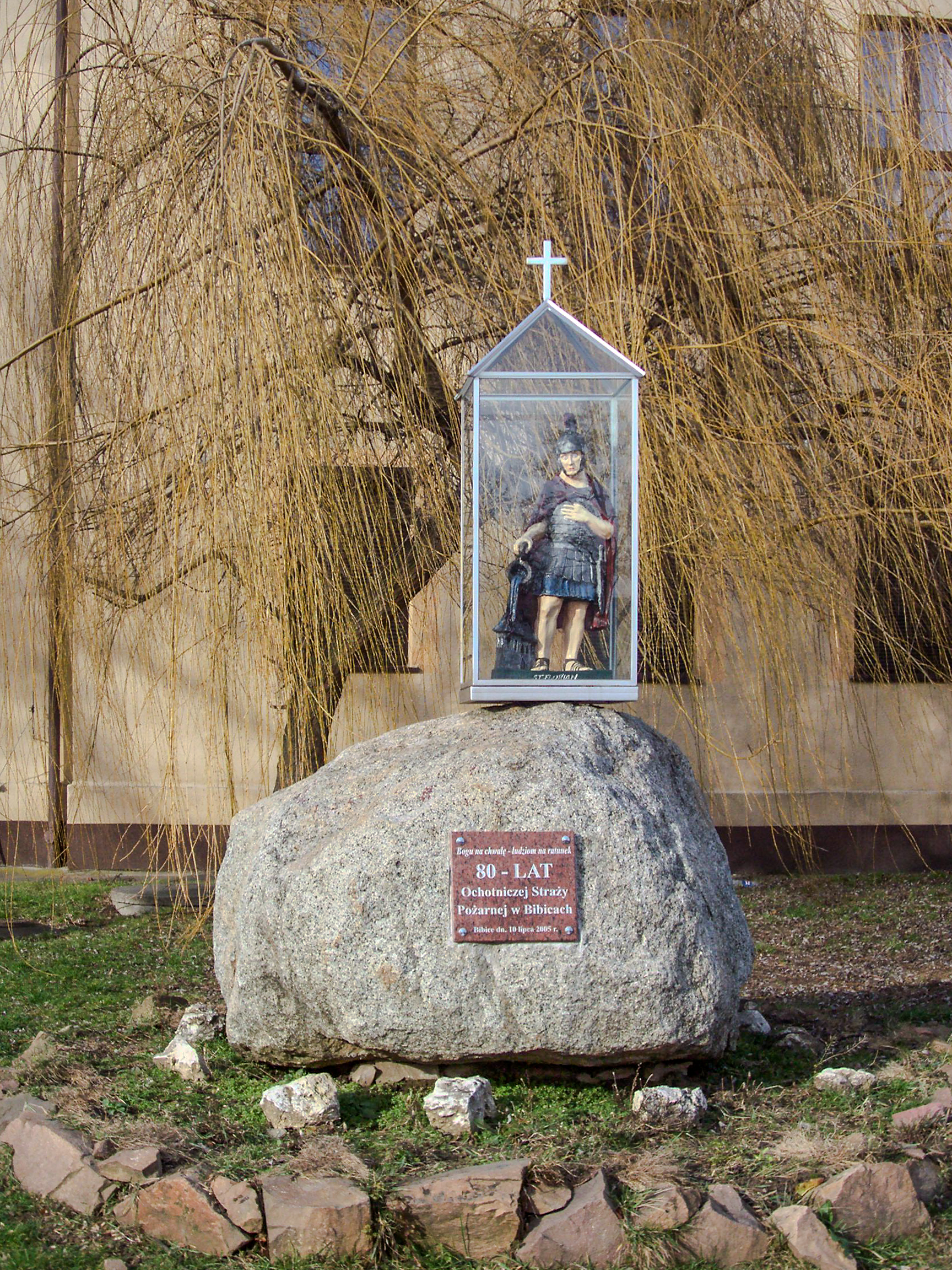
Pomnik przyrody – głaz narzutowy

## Zabytki
Obiekt wpisany do rejestru zabytków nieruchomych województwa małopolskiego.
- Fort pancerny pomocniczy 45a „Bibice”

Inne
- Pomnik przyrody – głaz narzutowy obok remizy OSP[19][20].

## Demografia
Liczba mieszkańców Bibic w ciągu ostatnich kilkunastu lat podwoiła się, przekraczając poziom 4,5 tys. osób w roku 2024.
Źródła danych oraz rodzaje (nazwy) i terminy spisów, jeśli dostępne:
- 1787[21];
- 1789[21] – Lustracja dymów i podanie ludności;
- 1808[22] – Spis wojskowy ludności Galicji;
- 1921[23] – Pierwszy Powszechny Spis Ludności – dane na 30. września;
- 1931[23] – Drugi Powszechny Spis Ludności – dane na 9. grudnia;
- 1988[24] – Narodowy Spis Powszechny 1988 – dane na 6. grudnia;
- 2002[24] – Narodowy Spis Powszechny Ludności i Mieszkań 2002 – dane na 20. maja;
- 2003, 2004 i 2006[25] oraz 2009–2024[3] – dane własne Urzędu gminy Zielonki na 31. grudnia danego roku.

## Oświata
W Bibicach funkcjonują następujące placówki oświatowe:
- 2 szkoły podstawowe:
  - Szkoła Podstawowa im. Stanisława Wyspiańskiego w Bibicach (ul. Tadeusza Kościuszki 56 A) – 912 uczniów w 41 oddziałach (do obwodu szkoły należą miejscowości: Bibice, Węgrzce, Dziekanowice, Batowice, Bosutów, Boleń);
  - Niepubliczna Szkoła Podstawowa im. Stanisława Lema w Bibicach (ul. Graniczna 111) – 165 uczniów;
- 1 szkoła muzyczna:
  - Niepubliczna Szkoła Muzyczna I st. im. Krzysztofa Komedy w Bibicach (ul. Graniczna 111) – 46 uczniów;
- 3 przedszkola:
  - Przedszkole Samorządowe w Węgrzcach z siedzibą w Bibicach (ul. Tadeusza Kościuszki 56) – 169 przedszkolaków w 7 oddziałach;
  - Niepubliczne Przedszkole „Bajkowe Królestwo” filia w Bibicach (ul. Graniczna 137) – 86 przedszkolaków;
  - Przedszkole Niepubliczne „Złota Rybka” (ul. Graniczna 151) – 80 przedszkolaków.

Pierwsza stała szkoła dwuklasowa (szkoła trywialna) powstała w Bibicach w 1869 r. Działała do jesieni 1914 r., kiedy to cała wieś została zburzona przez Austriaków. Szkołę odbudowano w roku 1921.
W 1937 r. w centrum miejscowości rozpoczęto budowę nowej szkoły. Piętrowy, murowany budynek został jednak wysadzony przez Niemców w czasie działań wojennych.

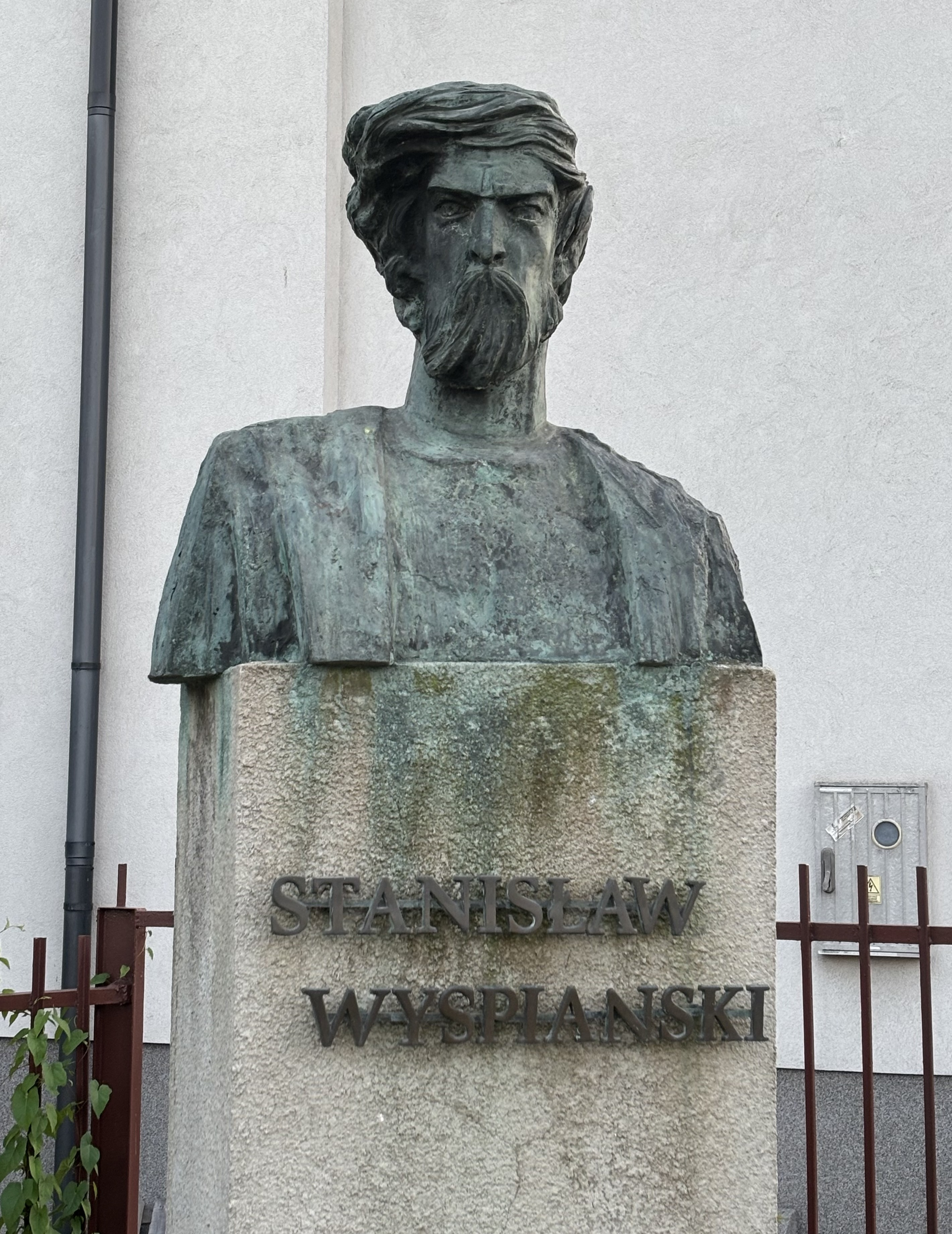
Popiersie Stanisława Wyspiańskiego przed budynkiem przedszkola i szkoły w Bibicach

W 1947 r. podjęto decyzję o budowie nowej murowanej szkoły przy obecnej ul. Kościuszki. Inwestycja została wpisana do planu inwestycyjnego gminy Węgrzce na lata 1947–1951, a na jej realizację pozyskano ok. 100 tys. sztuk cegieł z rozebranego w 1948 r. muru oporowego fortu w Węgrzcach. Pierwszym kierownikiem szkoły został Michał Mól, a naukę w nowym budynku rozpoczęto w listopadzie 1952 r. 31 stycznia 1970 r. szkole nadano imię Stanisława Wyspiańskiego. W 1987 wykonano popiersie artysty na podstawie projektu prof. Bolesława Chromego.
W wyniku reformy oświaty 1 września 1999 r. w Bibicach powstało gimnazjum, a w budynku dotychczasowej szkoły utworzono Zespół Szkół w Bibicach (obejmujący szkołę podstawową oraz gimnazjum). Równocześnie, ze względu na rosnącą liczbę uczniów, podjęto decyzję o budowie nowego obiektu szkolnego. Prace ukończono w 2004 r. – 1 września w nowym budynku obejmującym 26 sal lekcyjnych oraz halę sportową miała miejsce uroczysta wojewódzka inauguracja roku szkolnego 2004/2005.
Końcem roku 2005 do bibickiej szkoły uczęszczało 564 uczniów, a dziesięć lat później już 819, stąd koniecznością stała się jej rozbudowa. Wznoszenie dodatkowego segmentu szkoły, obejmującego 10 sal lekcyjnych, basen oraz halę widowiskowo-teatralną, rozpoczęto w 2017 r., a ukończono 15 kwietnia 2019 r.
1 września 2017 r. Zespół Szkół, w wyniku kolejnej reformy oświaty, został przekształcony z powrotem w ośmioletnią szkołę podstawową (ostatnie roczniki klas gimnazjalnych funkcjonowały do połowy 2019 roku jako oddziały gimnazjum). Nie zmniejszyło to jednak liczby uczniów, która przekracza już 900 osób. Dyrektorem szkoły od 1 września 2018 r. jest Anna Górka.
Funkcjonujące w miejscowości Przedszkole Samorządowe zostało utworzone w 2000 r. w budynku wielofunkcyjnym w Węgrzcach. Jego siedzibę przeniesiono do Bibic w roku 2004, do budynku zajmowanego wcześniej przez szkołę podstawową.
Znaczący wzrost liczby mieszkańców miejscowości, a co za tym idzie dzieci w wieku przedszkolnym i szkolnym, był również impulsem do powstania placówek niepublicznych. Przy ul. Granicznej w 2008 r. uruchomiono pierwsze prywatne przedszkole („Bajkowe Królestwo”), a w 2012 kolejne („Złota Rybka”). We wrześniu 2014 r. przy tej samej ulicy rozpoczęły działalność szkoła podstawowa im. S. Lema oraz szkoła muzyczna I stopnia im. K. Komedy.